# Первомайский (кинотеатр)
«Первомайский» — кинотеатр в Москве в районе Измайлово по адресу Первомайская улица, дом 93. Построен в 1969 году по типовому проекту. Не работал с 2010 года, снесён в декабре 2020. На его месте построен районный центр «Первомайский».

## История
Кинотеатр «Первомайский» был построен в 1969 году по оригинальному проекту (архитекторы Д. С. Солопов, М. Н. Казарновский, при участии инженеров Ю. Дыховичного, Ю. Розовского, Б. Кенгурова, Т. Зоркиной).
Это первый кинотеатр, построенный по технологии открытого свода, без колонн. Проект удачно развил архитектурно-пространственную идею, впервые обозначенную в здании кинотеатра «Россия» и лёг в основу разработки нового типового проекта кинотеатров («Варшава», «Ереван» и т.п.). За достижения в архитектуре авторы-проектировщики были награждены Премией Совета Министров СССР.
На улице рядом с кинотеатром располагался большой экран, на котором в советское время в праздничные дни показывали мультфильмы.

## Современность
В 2010 году кинотеатр, несмотря на протесты жителей, был закрыт. В 2014 году «Первомайский» в составе ещё 40 кинотеатров был продан Правительством Москвы компании ADG Group. В 2017 году «Первомайский» попал в городскую программу строительства торговых центров с кинозалом на месте советских кинотеатров. Концепция торговых центров разработана британским архитектурным бюро Аманды Левет. Согласно типовому проекту, торговый центр будет иметь фасад обтекаемой формы. Вход  со стороны перекрёстка Первомайской и 11-й Парковой улиц будет похож на нос корабля и иметь широкое витражное остекление. Фасад будет облицован керамическими панелями. На крыше появится летнее кафе и сад с зонами для отдыха.

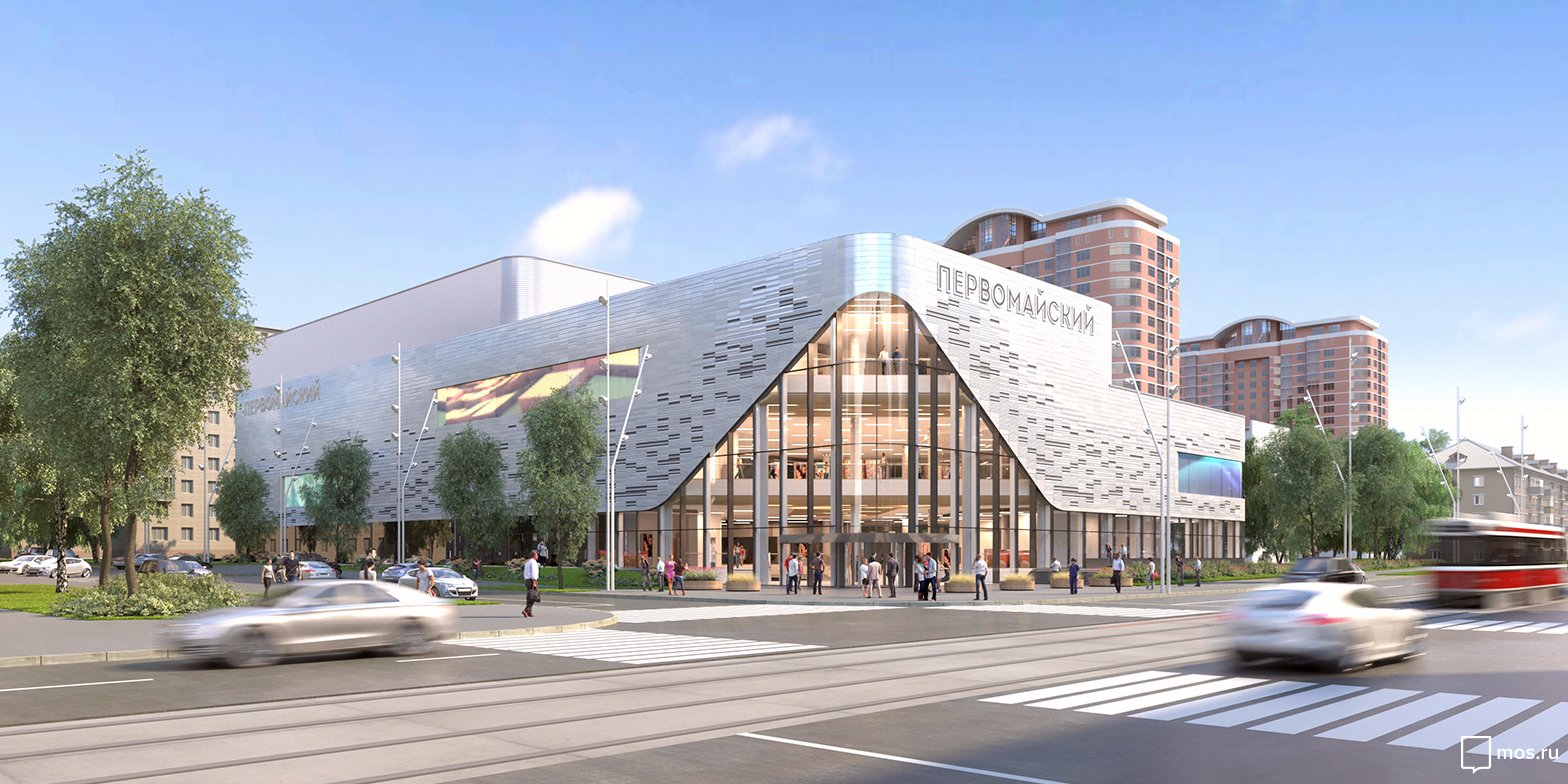
Проект реконструкции 2017 года

Здание снесено для реконструкции в декабре 2020 года. Торговый центр под названием «Место встречи Первомайский» открылся в августе 2024 года.
На третьем этаже торгового центра открыт Музей, где представлены сохранённые мозаики Бориса Чернышёва.

## Архитектура

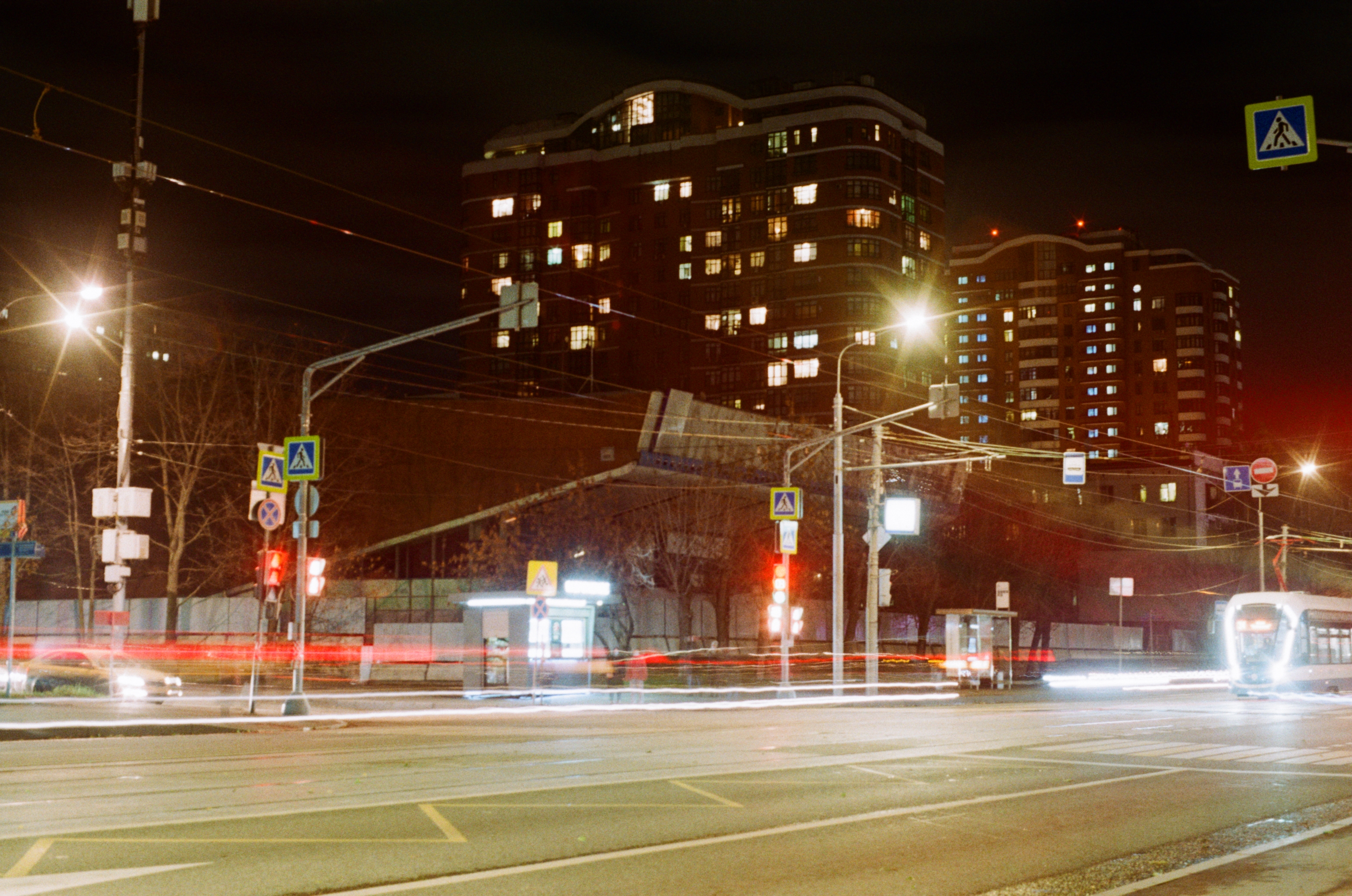
Кинотеатр Первомайский за месяц до сноса (2020)

«Первомайский» был построен по типу кинотеатра «Россия», среди архитекторов которого тоже был Д. С. Солопов. В основе его композиции имелся мощный «клин» зрительного зала с крутым амфитеатром и остеклённым фойе. В его планировке были учтены передовые для того времени достижения в области кинотехники. Вместо использования отделочных материалов, архитекторы оставили обнажёнными естественные строительные конструкции (бетон, сборный железобетон, кирпич), из-за чего облик здания был сугубо утилитарным.
Объём зрительного зала кинотеатра выступал наружу в виде козырька, его нижняя плоскость образовывала потолок помещений фойе. Перекрытия были изготовлены из ребристых железобетонных плит. Зал использовался не только для просмотра кинофильмов, но и для проведения концертов и праздничных встреч, то есть был по существу киноконцертным . Фойе было двухуровневое, на нижнем уровне размещался буфет, для которого в тёплое время года могло быть организовано летнее кафе. Одна из стен нижнего фойе была облицована зеркалами. Интерьеры украшали мозаичные панно, рельефы и роспись известного художника-монументалиста Бориса Чернышёва. На время проведения концертных выступлений экран закрывался фантастическим по декоративному оформлению занавесом-гобеленом советской тематики в стиле авангард (авторы – А. Воронкова, Б. Погорелов) Зрительный зал с широкоформатным экраном был рассчитан на 1400 человек. Его стены были облицованы материалом с неплохими декоративными и хорошими акустическими свойствами — травертином. На потолке зала находилась открытая конструкция металлических ферм со встроенными светильниками.